# 新伊利因斯基 (彼尔姆边疆区)
新伊利因斯基（羅馬化：Novoilʹinskiy）是俄罗斯彼尔姆边疆区的市级镇，属内特瓦区，地处彼尔姆边疆区中南部，位于伏尔加河流域卡马河畔，在区行政中心内特瓦东南侧、边疆区首府彼尔姆西偏南方。附近的铁路车站有西北5约公里处的苏克马内（Сукманы）站。
该地2022年人口有3,392人；2010年人口3,638；2002年人口3,753；1989年人口4,944。